# 제니팝나무속
제니팝나무속(genipap--屬, 학명: Genipa 게니파[*])은 꼭두서니과의 속이다. 아메리카의 열대림에 분포한다. 과거에 제니팝나무속에 속하는 것으로 여겨졌던 종 가운데 마다가스카르에서 자생하는 6종은 히페라칸투스속으로 재분류되었다.

## 하위 종
- 제니팝나무(G. americana L.)
- G. chapelieri Drake
- G. infundibuliformis Zappi & Semir
- G. spruceana Steyerm.

## 같이 보기
- 꼭두서니과의 속 목록